# Napier-Bentley
Der Napier Bentley ist ein Oldtimer-Rennwagen, der als Einzelstück 1968 von David Llewellyn und Peter Morley gebaut wurde. Der Wagen entstand auf einem Sunbeam-Fahrgestell, aber nach einem schweren Unfall wurde er auf dem Chassis eines 8-Liter-Bentley von 1929 wiederaufgebaut. Er hat einen 24-Liter-Napier-Sea-Lion-Motor. Dieser 12-Zylinder-Bootsmotor in W-Form ist von einem Napier-Lion-Flugmotor abgeleitet (demselben, der in dem silbernen Napier-Railton eingesetzt wurde, dem er sehr ähnlich sieht). Der Motor entwickelt etwa 550 bhp (410 kW). Der Wagen taucht regelmäßig bei historischen Rennen, meist im Vereinigten Königreich, auf, wurde aber auch schon auf europäischen Veranstaltungen außerhalb Großbritanniens gesehen.

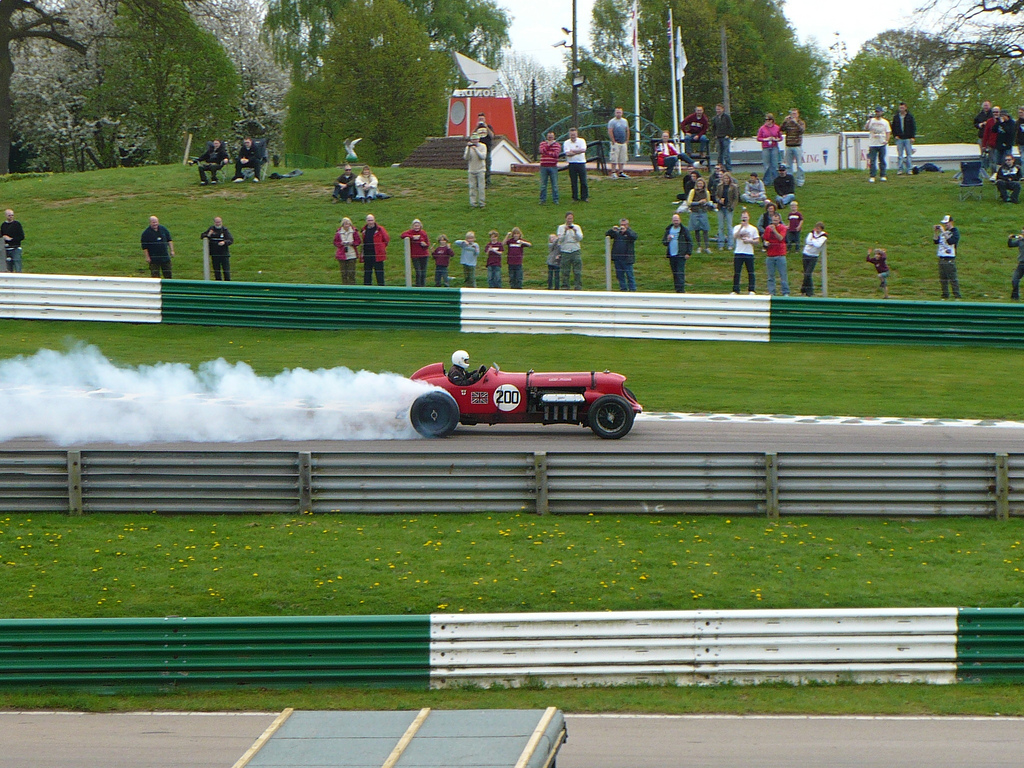
Christoper Williams unterhält die Zuschauer in seinem Napier Bentley in Mallory Park

Der W12-Motor besitzt drei Reihen mit vier sehr dicken, kurzen Auspuffrohren, wovon eine Reihe direkt auf der linken Seite aus dem Fahrzeug ragt. Die Motorgeräusche werden mit denen eines Doppeldeckers aus dem Ersten Weltkrieg, den Geräuschen explodierender Streumunition oder denen eines Mörsers verglichen. Wegen des immensen Drehmomentes des Motors (ca. 1034 Nm) kann man mit den Hinterreifen bei jedem Start in einem Burn-out Rauchwolken produzieren, während die Auspuffrohre Funken, Flammen und Rauch ausstoßen.
Seit 1999 gehört der Wagen Chris Williams, der später ein weiteres Einzelstück, den Packard-Bentley, baute.